# Kericho
Kericho es una localidad de Kenia, con estatus de municipio, capital del condado del mismo nombre.
Tiene 103 911 habitantes según el censo de 2009. Se sitúa en el centro del condado, a medio camino entre Kisumu y Nakuru.

## Demografía
Los 103 911 habitantes del municipio se reparten así en el censo de 2009:
- Población urbana: 42 029 habitantes (22 199 hombres y 19 830 mujeres)
- Población periurbana: 59 799 habitantes (30 084 hombres y 29 695 mujeres)
- Población rural: 2103 habitantes (1169 hombres y 934 mujeres)

## Transportes
Se sitúa sobre la carretera B1, que une la carretera A104 con Uganda. Al este, la B1 lleva a Londiani. Al oeste, la B1 lleva a Awasi, Ahero, Kisumu y el condado de Siaya. Al noroeste sale de la B1 la C25, que lleva al condado de Homa Bay. Al sur de Kericho sale la carretera C23, que lleva a Litein.